# Terrorisme en 2001
Chronologie du terrorisme
- 1997
- 1998
- 1999
- 2000
- 2001
- 2002
- 2003
- 2004
- 2005

L'année 2001 a compté 1907 attentats terroristes qui ont tué 7738 personnes dans le monde.

## Événements

### Février
- 14 février, Israël : un Palestinien utilise un bus pour foncer dans la foule et fait huit morts et vingt-et-un blessés[2],[3].
- 16 février, Kosovo : Une bombe explose près d'un bus de réfugiés Serbes à Pudujevo faisant 12 morts, et une quarantaine de blessés dont plus de la moitié de femmes et d'enfants.

### Juin
- 1er juin, Israël : l'attentat au Dolphinarium de Tel Aviv fait vingt-et-un morts et cent vingt blessés[4].

### Juillet
- 24 juillet, Sri Lanka : les Tigres tamouls lancent une attaque-suicide contre l'aéroport international Bandaranaike à Colombo, faisant sept morts chez les militaires[5],[6]. Aucun assaillant ne survit à l'attaque.

### Août
- 9 août, Israël : l'attentat de la pizzeria Sbarro à Jérusalem fait quinze morts et cent trente blessés[7].

### Septembre
- 9 septembre, Afghanistan : assassinat d'Ahmed Chah Massoud à Khwadja Bahauddin, dans la province de Takhar au nord-est de l'Afghanistan. L'attaque est revendiquée par al-Qaïda[8].
- 11 septembre, États-Unis : les attentats du 11 septembre 2001 contre le World Trade Center et le Pentagone font près de trois mille morts, plus de six mille blessés, et provoquent notamment l'effondrement des deux tours jumelles du World Trade Center à New York. 
Ces attentats furent les plus meurtriers de l'Histoire[9], et les sont toujours en 2023.
- 18 septembre, États-Unis : première vague d'envoi d'enveloppes contaminées au bacille du charbon[10].
- 27 septembre Suisse: une fusillade au parlement de Zoug fait 15 morts et 15 blessés[11].

### Octobre
- 9 octobre, États-Unis : seconde vague d'envoi d'enveloppes contaminées au bacille du charbon. Ces enveloppes feront cinq morts, et contamineront dix-sept autres personnes[10].

### Novembre
- 13 novembre, Allemagne : un couple d'Allemands, un Palestinien et un diplomate libyen sont reconnus coupables de l'attentat contre la discothèque la Belle à Berlin-Ouest en avril 1986, qui a fait quatre morts et deux cent vingt-neuf blessés[12]. L'enquête a démontré l'implication des services secrets libyens dans l'attentat[13].

### Décembre
- 13 décembre, Inde : une attaque contre le parlement du New Delhi fait douze morts et vingt-deux blessés. Aucun des cinq terroristes islamistes venus du Pakistan ne survit à l'attaque[14].